# ریوسوکه ساساگاکی
ریوسوکه ساساگاکی (انگلیسی: Ryosuke Sasagaki؛ زادهٔ ۱۳ ژانویهٔ ۱۹۸۵) بازیکن فوتبال اهل ژاپن است.